# Збігнев Горнунг
Збігнев Мар'ян Горнунг, або Збіґнев Мар'ян Горнунґ (пол. Zbigniew Marian Hornung, 23 січня 1903, Львів — 22 липня 1981, Вроцлав) — польський вчений, історик мистецтва, архітектури. Професор Вроцлавського університету, університету Миколая Коперника (Торунь).

## Життєпис
Народився 23 січня 1903 року в м. Львів (нині Україна).
Історію мистецтва вивчав у Львівському університеті ім. Яна Казімежа, науковий керівник — професор Владислав Подляха. Перед ІІ-ю світовою — окружний «консерватор» у Львові. Зокрема, приїжджав до зруйнованого у першу світову під час бомбардування 1916 року московськими агресорами Язловця, сприяв збереженню вцілілих міських вірменських ренесансових пам'яток. Під час московсько-більшовицької, гітлерівської окупацій — керівник відділу західньоєвропейського малярства Львівської картинної галереї (нині Львівська національна галерея мистецтв імені Бориса Возницького). Після червоної окупації 1944 року став віце-директором закладу, брав активну участь у перевезенні пам'яток зі Львова до Польщі.

## Доробок
- Статті Пінзель,[2] Бернард Меретин,[3] Франциск Оленський, Осинський Антон (Polski Słownik Biograficzny).
- Stanisław Stroiński. — Львів, 1935.
- Antoni Osiński, nakwybitniejszy rzeźbiarz lwowski XVIII st. — Львів, 1935.
- Pierwsi rzeźbiarze lwowscy z okresu rokoka // Ziemia Czerwieńska, III. — 1937. — S. 1—37.
- Na marginesie ostatnich badań nad rzeźba lwowską XVIII wieku [Архівовано 2 лютого 2017 у Wayback Machine.] // Biuletyn Historii Sztuki. — № VII. — 1939. — S. 131—149. (переклад українською мовою [Архівовано 10 травня 2015 у Wayback Machine.])
- Wpływy drezdeńskie w rzeźbie polskiej XVIII wieku. — Торунь, 1965.
- Majster Pinzel snycerz. Karta z dziejów lwowskiej rzeźby rokokowej. — Вроцлав, 1976.
- Jan de Witte, architekt kościoła Dominikanów we Lwowie (1995).[4]

Частину його атрибуцій спростовують сучасні дослідники.